# 凱尼恩峰
84°33′S 163°36′E / 84.550°S 163.600°E
凱尼恩峰（Kenyon Peaks），是南極洲的山峰，位於沙克爾頓海岸，處於斯托姆峰西北面6公里，屬於馬歇爾山脈的一部分，由俄亥俄州立大學命名，現時由南極條約體系管理。